# Sedum wangii
Sedum wangii är en fetbladsväxtart som beskrevs av Fu. Sedum wangii ingår i Fetknoppssläktet som ingår i familjen fetbladsväxter. Inga underarter finns listade i Catalogue of Life.